# Доменна стінка (магнетизм)
Доменна стінка — межа між магнітними доменами з різним напрямком намагніченості.

## Загальні положення
Причиною утворення магнітних доменних стінок є конкуренція між обмінною взаємодією і магнітною анізотропією, які прагнуть збільшити і зменшити товщину стінки відповідно. Товщина доменної стінки оцінюється за порядком величини як
{\displaystyle x_{0}={\sqrt {\frac {A}{K}}}=a{\sqrt {\frac {H_{E}}{H_{A}}}},}
де A — коефіцієнт неоднорідної обмінної взаємодії, K — коефіцієнт магнітної анізотропії (тут вони записані в такому вигляді, що густина обмінної взаємодії і магнітної анізотропії залежать або від розмірного вектора намагніченості, або від одиничного вектора, сонаправленого йому), a — відстань між магнітними атомами (типового близько 0,5 ·10−7см), {\displaystyle H_{E}} — обмінне поле (ще називають молекулярним полем Вейса, близько 107Е), {\displaystyle H_{A}} — поле анізотропії. Таким чином, товщину доменної стінки можна визначити як величину, що лежить в інтервалі 10-100 нм.

## Види доменних стінок

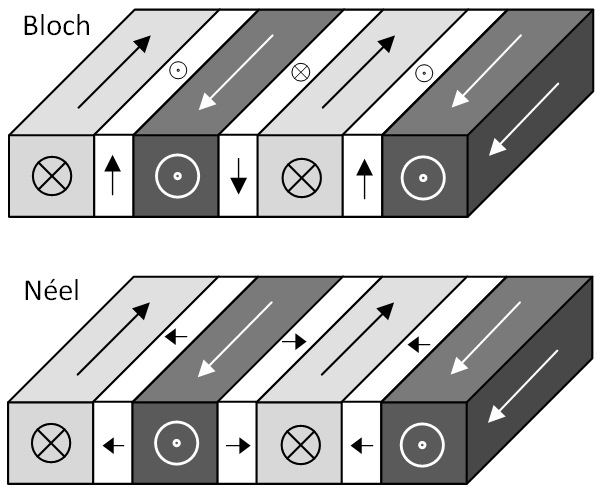
Доменні стінки Блоха (зверху) і Нееля (знизу) між доменами з протилежним напрямком намагніченості (світло- і темно-сірий кольори).

Класифікація доменних стінок проводиться в залежності від способу поворота вектора намагніченості всередині доменної стінки, а також від симетрії кристала. До першого типу відносяться доменні стінки типу Блоха і Нееля. Стінки другого типу мають в назві вказівку кута, на який змінюється напрям намагніченості в сусідніх доменах. Згідно з іншою класифікацією стінки Блоха і Нееля є 180°-ми, тобто, сусідні домени мають антипаралельні вектори намагніченості.

### Стінка Блоха
Поворот вектора намагніченості при переході між доменами може відбуватись по — різному. У разі, якщо площина доменної стінки містить вісь анізотропії, то намагніченість в доменах буде паралельна стінці. Ландау і Ліфшицем був запропонований механізм переходу між доменами, в якому вектор намагніченості провертається в площині стінки, міняючи свій напрямок на протилежний. Стінку такого типу було названо блохівською, на честь Фелікса Блоха, який вперше досліджував рух доменних стінок.

### Стінки з скороченим кутом
Стінка Нееля відрізняється від блохівської стінки тим, що поворот намагніченості відбувається не в її площині, а перпендикулярно до неї. Зазвичай, її утворення енергетично невигідне. Стінки Нееля утворюються в тонких магнітних плівках товщиною приблизно або менше 100нм. Причиною цього є розмагнічуюче поле, величина якого обернено пропорційна товщині плівки. Внаслідок цього намагніченість орієнтується в площині плівки, і перехід між доменами відбувається всередині тієї ж площини, тобто перпендикулярно до самої стінки.

### Стінки зі скороченим кутом

Утворення чотирьох 90 ° -них доменів в зразку квадратного перерізу

У матеріалах з багатовісною анізотропією зустрічаються доменні стінки, в яких кут повороту намагніченості менше 180°. До цього ефекту призводить додаток поля перпендикулярної легкої осі матеріалу з одновісною анізотропією.

### Інші види доменних стінок

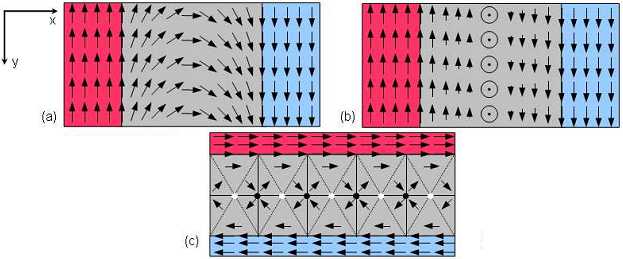
(а) Стінка Нееля. (б) Стінка Блоха. (c) Cross-tie стінка.

#### Циліндричні доменні стінки
Форма зразка може істотно впливати на форму магнітних доменів і межі між ними. В циліндричних зразках можливе утворення доменів циліндричної форми, розташовані радіально симетричні. Стінки між ними також називають циліндричними.